# Paddy Ashdown
Pour les articles homonymes, voir Ashdown.
 (avril 2009).
Si vous disposez d'ouvrages ou d'articles de référence ou si vous connaissez des sites web de qualité traitant du thème abordé ici, merci de compléter l'article en donnant les références utiles à sa vérifiabilité et en les liant à la section « Notes et références ».

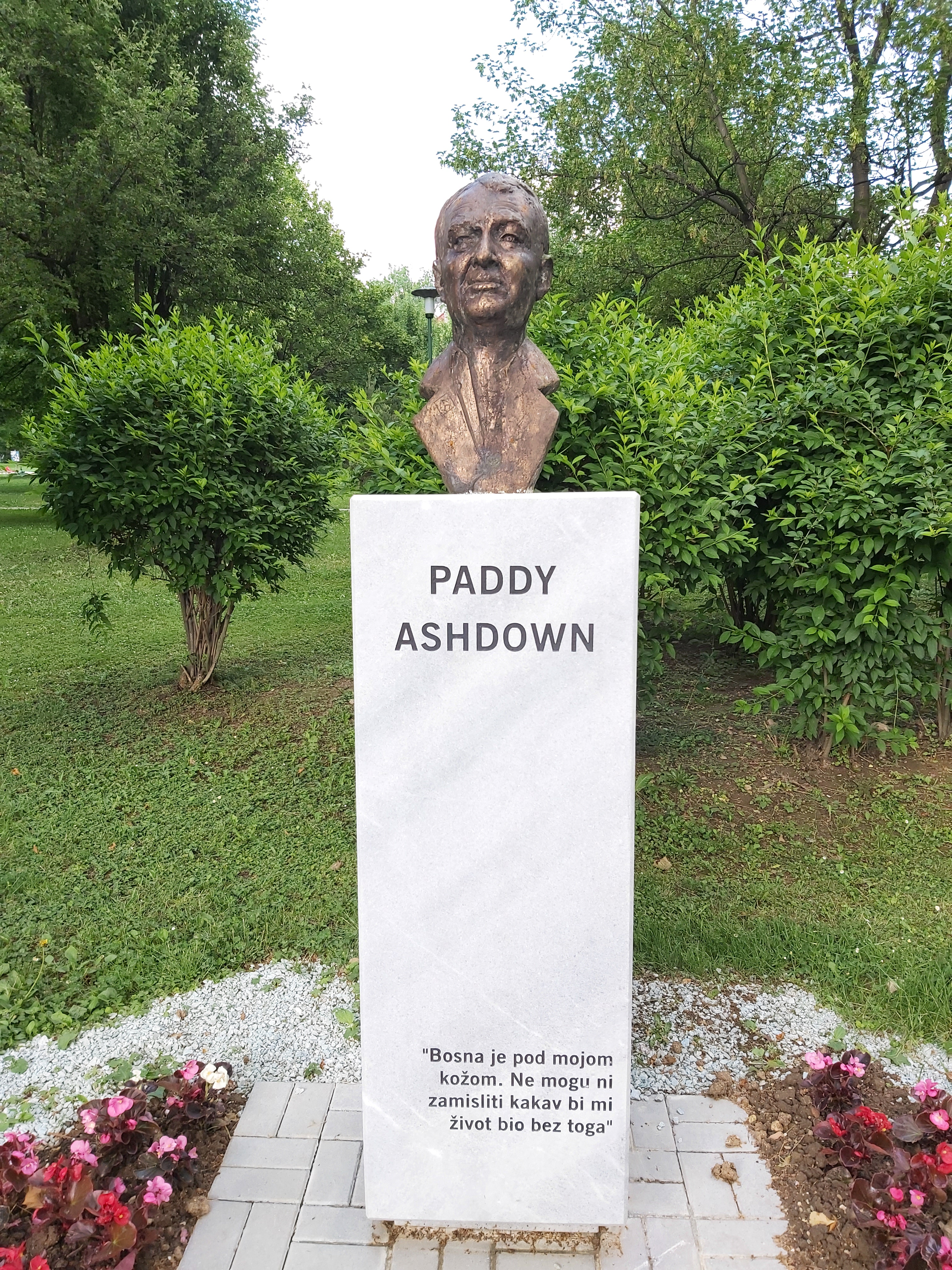
Paddy Ashdown, Sarajevo

Jeremy John Durham Ashdown, plus connu sous le nom de Paddy Ashdown, né le 27 février 1941 à New Delhi et mort le 22 décembre 2018, baron Ashdown de Norton-sub-Hamdon, est un homme politique britannique.
Ancien « haut-représentant » des Nations unies en Bosnie-Herzégovine entre le 27 mai 2002 et le 31 janvier 2006, il est aussi haut-représentant spécial de l'Union européenne pour ce pays.
Lord Ashdown est un linguiste, il parle, entre autres, couramment mandarin.

## Biographie

### Jeunesse, carrière militaire et civile
Paddy Ashdown est né le 27 février 1941 à New Delhi en Inde (alors colonie britannique) où son père est officier de l'armée des Indes et administrateur colonial. Il est l'ainé de sept enfants. Il revient à l'âge de 4 ans en Irlande du Nord (d'où son surnom de Paddy) ou son père a acquis une ferme.
De 1959 à 1972, Paddy Ashdown sert dans la Royal Navy comme officier dans les commandos des Royal Marines servant à Bornéo et dans le golfe Persique. Après une année d'entrainement en 1965, il prend le commandement d'une section du Special Boat Service, une unité d'élite et sert en Extrême-Orient, puis est envoyé en formation en 1967 à Hong-Kong pour y apprendre le chinois. Il rentre au Royaume-Uni en 1970 où on lui confie le commandement d'une compagnie de commando à Belfast. Il quitte la Navy en 1970 et rentre au ministère des Affaires étrangères. Il va alors servir comme diplomate à la mission britannique auprès des Nations unies à Genève. En 1976, il quitte les Affaires étrangères pour travailler dans l'industrie dans la région de Yeovil, dans le sud-ouest de l'Angleterre. En 1981, il devient éducateur de jeunes au sein du Dorset County Council Youth Service, où il est responsable des initiatives pour les jeunes sans emploi. En parallèle, il se lance en politique, présentant sa candidature comme candidat Liberal dans la circonscription de Yeovil en 1979, il est battu, mais il obtient le meilleur score jamais réalisé par un candidat liberal dans cette circonscription.

### Carrière politique
En 1983, Paddy Ashdown est élu pour la première fois député pour la circonscription de Yeovil sous l'étiquette du Parti libéral.
À la Chambre des communes il est le porte-parole de l'alliance entre le Social Democratic Party et le parti Liberal sur les questions de commerce et d'industrie, puis sur les questions d'éducation.
Après la fusion entre le SDP et les libéraux pour former le parti libéral-démocrate (Liberal Democrats dit Lib-Dem), il est élu pour le présider. Il conduit le parti aux élections législatives de 1992 et de 1997 avec succès passant de 22 à 46 sièges à la Chambre. Il défend une ligne pro-européenne, qui demeure une caractéristique de son parti.
En tant que président des Lib Dems, il essaie d'instituer une coopération, si ce n'est une alliance électorale avec le « New Labour » de Tony Blair. À la suite de la victoire des travaillistes aux législatives de 1997, Blair et Paddy Ashdown mettent sur pied un comité ministériel commun sous la présidence du Lib Dem Roy Jenkins avec comme point de discussion une réforme électorale qui tient à cœur à Ashdown.
Blair et Paddy Ashdown souhaitent tous deux faire entrer les libéraux au gouvernement, mais Blair se trouve confronté au refus de l'aile gauche du gouvernement. Le Premier ministre pense qu'il vaut mieux garder le contrôle sur le parti travailliste, en gardant un gouvernement prétendument à gauche, que de voir le parti lui échapper et revenir à l'aile gauche.
Paddy Ashdown quitte la présidence des Lib Dems en 1999, laissant la place à Charles Kennedy. Il est anobli en étant fait chevalier commandeur de l'Empire britannique (Knight Commander of the British Empire ou KBE) en 2000. En 2001, il est fait pair à vie en tant que baron Ashdown de Norton-sub-Hamdon, ce qui lui permet de siéger à la Chambre des lords, après son départ de la Chambre des Communes.

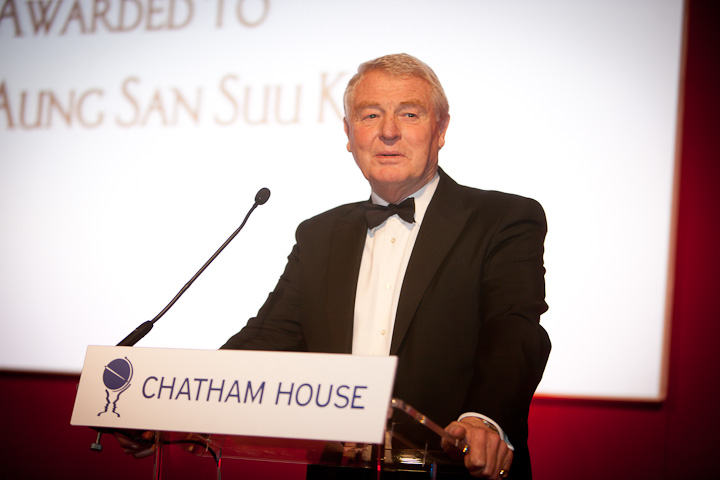
Paddy Ashdown en 2011.

### Haut représentant de l'ONU en Bosnie
Après son départ de la scène politique britannique, Paddy Ashdown, un fervent défenseur d'une intervention militaire internationale pendant la guerre de Bosnie-Herzégovine obtient, avec le soutien de son ami Tony Blair, le poste de « haut représentant » de l'ONU en remplacement de Wolfgang Petritsch.
À ce poste, il agit avec autorité, et parvient à mettre en place « des réformes clés : la mise sous un commandement central des armées des deux entités, la Republika Srpska (Serbes) et la Fédération croato-musulmane, un accord sur l’unification des forces de police et l’instauration d’un système douanier commun ». « Réputé pour sa probité, peu enclin aux compromissions », il limoge les responsables bosniens inculpés pour corruption ; et, en juin 2004, il limoge soixante responsables bosniens serbes accusés de « soutenir des inculpés en fuite du Tribunal pénal international pour l’ex-Yougoslavie ».

### Retraite et vie privée
Paddy Ashdown, Lord Ashdown de Norton-sub-Hamdon, est marié et a deux enfants et trois petits-enfants. Son couple souffre, à partir de 1992, de la révélation par les médias d'une aventure extra-conjugale qu'il avait eu cinq ans plus tôt avec sa secrétaire, le tabloïd britannique The Sun de Rupert Murdoch surnommant alors Paddy Ashdown « Paddy Pantsdown ».
En juin 2007, la BBC rapporte que Paddy Ashdown s'est vu proposer le poste de secrétaire à l'Irlande du Nord par le nouveau Premier ministre Gordon Brown mais qu'il a décliné la proposition[réf. nécessaire].
Il meurt le 22 décembre 2018 probablement du cancer de la vessie dont il souffrait depuis octobre 2018.